# Seventh Truth
A Seventh Truth Aziza Mustafa Zadeh azeri (azerbajdzsáni) zongorista, énekesnő és zeneszerző negyedik lemeze. 1996-ban jelent meg. A borítón szereplő félmeztelen kép feltűnést keltett. "Azt gondolom, hogy ez a visszhang azt jelenti, hogy az emberek talán kicsit felébredtek végre. Nem értem ezt a felhajtást. Talán néhány nő túl irigy vagy túl kövér, hogy így szerepeljen egy borítón. De az is lehet, hogy süketek, hogy meghallják és megértsék a zenémet."

## Számok
1. Ay Dilber – 5:27 (Aziza Mustafa Zadeh)
2. Lachin – 3:45 (Aziza Mustafa Zadeh)
3. Interlude I – 2:08 (Aziza Mustafa Zadeh)
4. Fly with Me – 7:09 (Aziza Mustafa Zadeh)
5. F# – 4:18 (Aziza Mustafa Zadeh)
6. Desperation – 6:23 (Aziza Mustafa Zadeh)
7. Daha… (again) – 4:55 (Aziza Mustafa Zadeh)
8. I Am Sad – 4:57 (Aziza Mustafa Zadeh)
9. Interlude II – 0:29 (Aziza Mustafa Zadeh)
10. Wild Beauty – 4:36 (Aziza Mustafa Zadeh)
11. Seventh Truth – 4:42 (Aziza Mustafa Zadeh)
12. Sea Monster – 8:12 (Aziza Mustafa Zadeh)

## Előadók
- Aziza Mustafa Zadeh - zongora, ének
- Ramesh Shotam - dobok, indiai ütőhangszerek
- Ludwig Jantzer - dobok